# Olivier Merson
Charles-Olivier Merson, né à Nantes en 24 décembre 1822 et mort le 5 mars 1902 à Paris 5e, est un peintre et critique d'art français.

## Biographie
Charles-Olivier est le fils de Pierre-François-Casimir Merson, avoué, et de Thérèse Noiron.
Il épouse Félicité Talbot en 1867 avec qui il reconnaît comme enfant légitime Luc-Olivier Merson (1846-1920), lequel deviendra peintre et illustrateur.

## Publications
- Voyage dans les provinces du nord du Portugal, Le Tour du monde, 1861, p. 273-320,